# Josef Štiak
Rostislav Pohlmann es un deportista checo que compitió en atletismo adaptado. Ganó una medalla de plata en los Juegos Paralímpicos de Sídney 2000 en la prueba de lanzamiento de jabalina (clase F56).

## Palmarés internacional
| Juegos Paralímpicos | Juegos Paralímpicos | Juegos Paralímpicos | Juegos Paralímpicos |
| Año                 | Lugar               | Medalla             | Prueba              |
| ------------------- | ------------------- | ------------------- | ------------------- |
| 2000                | Sídney (Australia)  | Medalla de plata    | Jabalina F56        |